# Lars Balk
Lars Balk (Vianen, 26 de fevereiro de 1996) é um jogador de hóquei sobre a grama neerlandês.

## Carreira
Balk começou a jogar hóquei aos cinco anos de idade em seu clube local de hóquei MHC Vianen. Quando tinha 12 anos e queria jogar em um nível mais alto, ele mudou para Kampong. Ele fez sua estreia no primeiro time de Kampong quando tinha 17 anos. Balk jogou em todas as quatro partidas da Euro Hockey League 2014-15, onde foram eliminados nas quartas de final. Em sua segunda Euro Hockey League, eles chegaram à final e venceram o torneio.
Antes de Balk fazer sua estreia pela equipe sênior ao ar livre, ele jogou pela equipe interna na Copa do Mundo Indoor de 2015, onde conquistou a medalha de ouro. Ele fez sua estreia pela seleção nacional sênior em janeiro de 2016 em uma partida de teste contra a Argentina. Depois de não ter sido selecionado para o time sênior do Campeonato EuroHockey de 2017, ele jogou no Campeonato EuroHockey Júnior de 2017. Balk jogou em todas as sete partidas da Copa do Mundo de 2018 e marcou um gol. Eles finalmente chegaram à final, onde perderam para a Bélgica. Em junho de 2019, ele foi selecionado para o time da Holanda para o Campeonato EuroHockey de 2019. Eles conquistaram a medalha de bronze ao derrotar a Alemanha por 4 a 0.
Nos Jogos Olímpicos de Verão de 2024, em Paris, conquistou a medalha de ouro no torneio masculino do hóquei sobre a grama, após vencer na final confronto contra a equipe alemã por pênaltis.